# Барбарис оттавский
Барбарис оттавский (лат. Berberis × ottawensis) — декоративный кустарник, вид рода Барбарис (Berberis) семейства Барбарисовые (Berberidaceae). Гибрид барбариса Тунберга (Berberis thunbergii) и барбариса обыкновенного (Berberis vulgaris). Возник в начале XX века в Оттаве (Канада).

## Ботаническое описание
Листопадный кустарник высотой до 2 метров. Шипы немногочисленные, мягкие.
Листья обратнояйцевидные, до 3,3 см в длину и иногда цельные, иногда зубчатые. Осенняя окраска листьев жёлтая, или багряная (в зависимости от сорта).
Желтые цветы появляются в мае, в соцветии от 5 до 10 цветков.
Плоды яйцевидные, красные.

## В культуре
В культуре с 1889 года. Очень популярен по причине зимостойкости, неприхотливости и высокой скорости роста.
Зоны зимостойкости: от 4 до более тёплых.
При весеннем посеве необходима стратификация при 1—5 °С в течение 3—4 месяцев. Глубина посева 2—3 см. Жизнеспособность семян 90 %, всхожесть 20 %. Укореняется 50 % летних черенков.

## Сорта
- 'Auricoma'.
- 'Silver Miles'. Листья пурпурные с грязно-серыми пятнами и полосками разного размера и формы. С некоторого расстояния куст имеет сиреневый оттенок. Рекомендуется избегать размещения этого сорта в местах, где растение рассматривают с близкого расстояния[2].

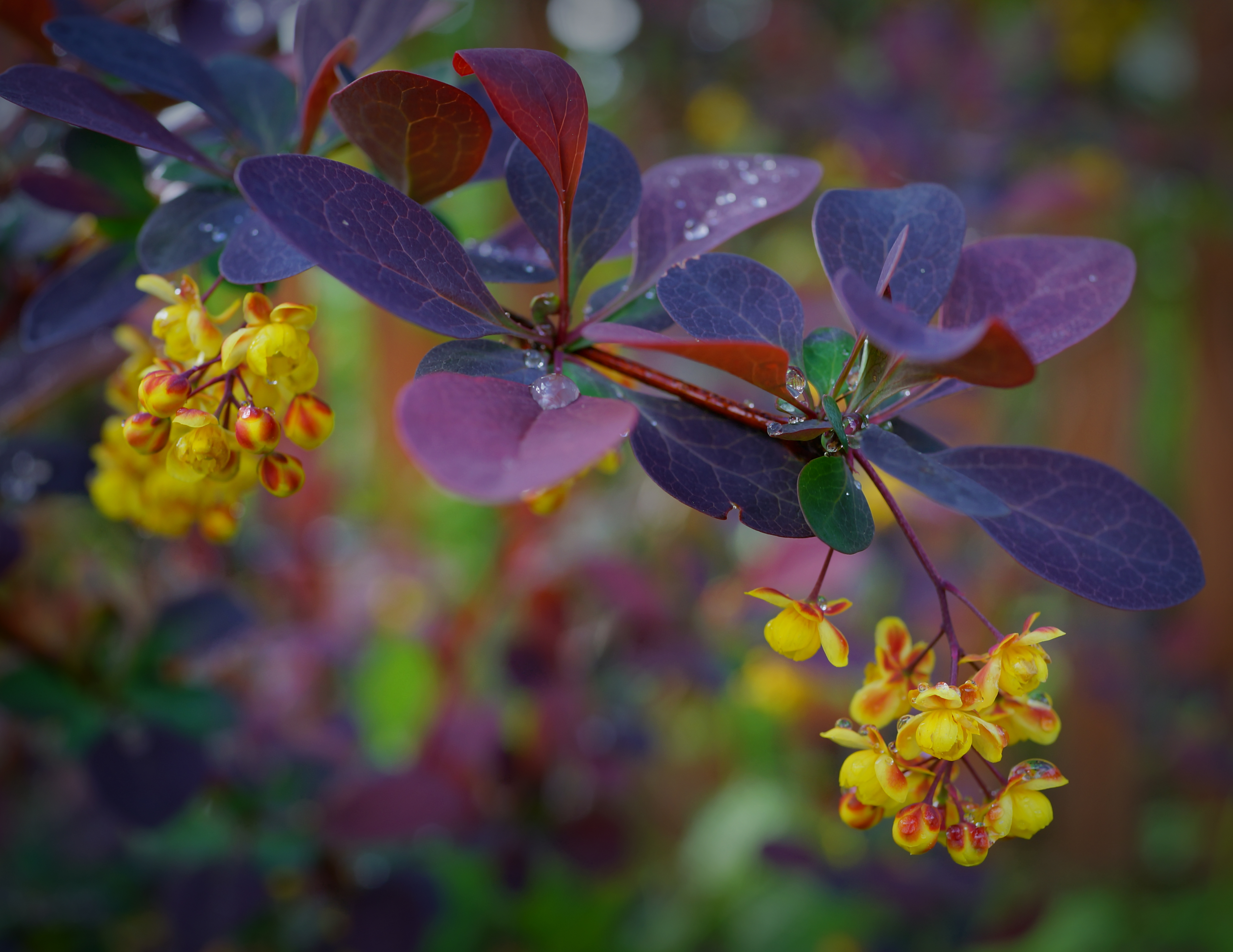
'Superba'

- 'Superba' (syn. 'Purpurea'). Высота и диаметр кроны до 4 м. Листья округлые, длиной до 3—5 см, темно-красные с сизым налетом летом. Осенняя окраска — различные оттенки красного и оранжевого. Цветёт в мае. Цветки жёлто-красные, собраны в кистевидные соцветия, до 5 см длины. Ягоды ярко-красные, длиной до 0,8 см, созревают в конце сентября — начале октября. Жизнеспособность семян 60 %, всхожесть 5—12 %. Укореняется 45 % летних черенков.